# Минская духовная академия
Минская духовная академия имени святителя Кирилла Туровского (бел. Мінская духоўная акадэмія імя свяціцеля Кірылы Тураўскага, кратко МинДА) — богословское высшее учебное заведение Белорусского экзархата Русской православной церкви. Территориально расположена в пределах города Минска.
Академия является негосударственным учебным заведением. Учебные программы академии соответствуют нормам и правилам, установленным учебным комитетом Русской православной церкви.

## История
В связи с процессом реформирования высшего духовного образования, инициированного Священным Синодом Русской Православной Церкви, 5 декабря 2012 года на Ученом совете Минской духовной академии было принято решение об открытии магистерской подготовки. Новые требования к структуре и содержанию духовного образования отражены в «Концепции высшего духовного образования Русской Православной Церкви» (принята 21 августа 2007 года) и в «Концепции дальнейшего реформирования системы духовного образования Русской Православной Церкви» (принята 22 марта 2011 года).
Реформирование Минской духовной академии было осуществлено по благословению ректора архиепископа Новогрудского и Лидского Гурия. Процесс реформирования возглавил проректор по учебной работе Акимов Виталий Викторович. В ходе изменений в Минской духовной академии были созданы кафедры, новые учебные планы магистерской подготовки, предполагающие три отдельных специализации: «библеистика», «церковная история и церковно-практические дисциплины», «апологетика», были разработаны соответствующие программы учебных дисциплин, а также определены новые подходы к организации учебного процесса и принципиально новые требования к работе профессорско-преподавательского состава, которые были подкреплены изменениями в системе оплаты труда. В процессе реформирования была создана необходимая нормативная база, регулирующая учебный, воспитательный процесс и научно-исследовательскую работу.
Реформированная Минская духовная академия призвана готовить богословские кадры на уровне магистратуры и аспирантуры. Подготовка на уровне бакалавриата осуществляется в Минской духовной семинарии.
14 июня 2013 года Учебный комитет при Священном Синоде РПЦ, оценив в ходе инспекционной проверки 29-31 мая 2013 года состояние учебно-методического обеспечения и уровень преподавательских кадров, дал согласие на открытие в Минской духовной академии магистерской подготовки (письмо № 401). В августе 2013 года был осуществлен первый набор на магистерские программы. В 2014 году в Минской духовной академии было положено начало подготовке магистров по заочной форме обучения.
Образовательный процесс на уровне магистратуры осуществляется согласно требованиям «Положения о магистерской подготовки Минской духовной академии», принятого 11 июня 2013 года. Срок обучения по очной форме составляет 2 года, по заочной форме – 3 года.
В 2015 году в Минской духовной академии был осуществлен первый выпуск магистров.
26 июня 2014 года Синод Белорусской Православной Церкви принял решение об открытии при кафедре апологетики Минской духовной академии миссионерской лаборатории.
5 мая 2015 года Священный Синод РПЦ, заслушав доклад митрополита Минского и Заславского Павла, Патриаршего Экзарха всея Беларуси, и рапорт архиепископа Верейского Евгения, председателя Учебного комитета, о возможности открытия аспирантуры в Минской духовной академии благословил одобрить открытие аспирантуры в Минской духовной академии (Журнал № 31). Открытию аспирантуры предшествовала инспекционная проверка Учебного комитета, прошедшая со 2 по 3 марта 2015 года. Комиссия Учебного комитета пришла к заключению, что «Минская духовная академии располагает достаточным потенциалом для открытия аспирантуры по тем же профилям, по которым уже функционирует магистратура (специализации «Библеистика», «Церковная история и Церковно-практические дисциплины», «Апологетика»)».
Образовательный процесс на уровне аспирантуры осуществляется согласно требованиям «Положения об аспирантуре Минской духовной академии», принятого 30 января 2015 года. Срок обучения в аспирантуре составляет 3 года.
Первый набор в аспирантуру был осуществлен в августе 2015 года.
С октября 2015 года в академии начали работу Миссионерские курсы при кафедре апологетики.
Решением Ученого совета от 16 октября 2015 года при кафедре апологетики создана научно-исследовательская лаборатория психологии религии и пастырских проблем душепопечения.
С 25 декабря 2014 в соответствии с решением Синода Белорусской Православной Церкви от 19 ноября 2014 года (Журнал № 62) и решением Священного Синода Русской Православной Церкви от 25 декабря 2014 года (Журнал № 117) ректором Минской духовной академии является доктор богословия, профессор архимандрит Сергий (Акимов).
В сентябре 2015 года Минская духовная академия переехала из Успенского Жировичского монастыря в город Минск. В столице академия расположилась в комплексе зданий Духовно-образовательного центра Белорусской Православной Церкви, который был торжественно открыт и освящен Святейшим Патриархом Московским и всея Руси Кириллом 20 июня 2015 года.
1 ноября 2016 года состоялись юбилейные торжества, посвященные 20-летию Минской духовной академии. В этот день в Свято-Духовом кафедральном соборе города Минска была совершена праздничная Божественная литургия, возглавил которую митрополит Минский и Заславский Павел, Патриарший Экзарх всея Беларуси. В тот же день, после торжественной актовой части, гости духовной академии приняли участие в открытии фотовыставки, посвященной двадцатилетней истории духовной школы, и ставшей итогом торжественных мероприятий. В честь 20-летия со дня основания Минской духовной академии была изготовлена памятная медаль, памятная икона святителя Кирилла Туровского и выпущен юбилейный номер научного журнала «Труды Минской духовной академии».
9 марта 2017 года председатель Координационного центра по развитию богословской науки в Русской Православной Церкви митрополит Волоколамский Иларион утвердил Общецерковный перечень рецензируемых изданий, в которых должны публиковаться результаты исследований соискателей церковных ученых степеней доктора богословия, доктора церковной истории и кандидата богословия. Новый Общецерковный перечень рецензируемых изданий включает издаваемый в Минской духовной академии научный журнал «Труды Минской духовной академии», а также издаваемые при участии кафедр академии библейский альманах «Скрижали», альманах «Сектоведение» и церковно-исторический альманах «ΧΡΟΝΟΣ».

## Ректоры
- Леонид (Филь) (26 декабря 1997 — 4 февраля 2008)
- Иоасаф (Морза) (4 февраля 2008 — 3 сентября 2012)
- Гурий (Апалько) (3 сентября 2012 — 25 декабря 2014)
- Сергий (Акимов) (19 ноября 2014 — 17 июня 2021)
- Афанасий (Соколов) (с 17 июня 2021)